# جان سوئلر
جان سولر (متولد 1946) یک روانشناس آموزشی استرالیایی است که بیشتر به دلیل تدوین نظریه بار شناختی شناخته شده است.